# Chrysops tristis
Chrysops tristis är en tvåvingeart som först beskrevs av Fabricius 1798.  Chrysops tristis ingår i släktet Chrysops och familjen bromsar. Inga underarter finns listade i Catalogue of Life.